# バラードベスト
『バラードベスト』は、2009年3月11日にリリースされた稲垣潤一15枚目のベスト・アルバム（規格品番:UICZ-4195）。

## 解説
稲垣初のデュエット・アルバムとなる「男と女 -TWO HEARTS TWO VOICES-」大ヒット後に発売された4作目のバラードベストアルバム。ボーナス・トラックとして松浦亜弥とのデュエット曲「あなたに逢いたくて〜Missing You〜」を収録。

## 収録曲
1. 言い出せなくて
2. ロング・バージョン
3. 君のためにバラードを
4. 月曜日にはバラを
5. P.S.抱きしめたい
6. September Kiss
7. 遅れてきたプロローグ
8. 大人の夏景色
9. あなたに逢いたくて〜Missing You〜 （Duet with 松浦亜弥）
10. A Glass Of The Sorrow
11. 時を止めた涙
12. 唇を動かさないで
13. Congratulations
14. メリークリスマスが言えない
15. 生まれる前にあなたと…
16. 終着駅